# 預付式消費
預付式消費，是一種消費項目，其付款方式為先支付後享用服務或商品等。預付式消費，有利於商人的現金流和計劃生產及物流等。而消費者將處身於供應商失蹤、清盤等商業信用風險。為此預付式消費通常以特價優惠，及更多增值服務作招俫。

## 例子
- 百貨公司或超級市場的禮券
- 供月餅會、餅咭、餅券
- 飾金店黃金期貨儲蓄計劃
- 美容院、健身中心、瑜伽、4S店的套票
- DVD影視店、地铁、公交车月票
- 補習班上期學費
- 網絡遊戲點數卡、電子游戲預購（例如Steam預購）
- 期房